# Kinghorn
Kinghorn est une ville dans le Fife en Écosse.